# Alexandre Catoire de Bioncourt
Pour les articles homonymes, voir Catoire.
Alexandre Catoire de Bioncourt également connu sous le nom d'Alexandre Andreïevitch Catoire, né le 25 avril 1863 à Moscou et mort le 17 septembre 1913 à Bühlerthal (Grand-Duché de Bade), est un collectionneur d'armes, donateur du Musée historique de Moscou.

## Biographie

### Famille
Alexandre Catoire de Bioncourt, né le 25 avril 1863 à Moscou, sous le nom d'Alexandre Andreïevitch Catoire est le fils d'André Ivanovich Catoire et de Marie-Sophie Demoncy.
Il est issu d'une branche de la famille française Catoire fixée en Russie vers 1817 avec son grand-père Auguste Catoire de Bioncourt (1789-1831) qui prit la nationalité russe en 1825,. Il est le cousin germain de Georgi Lvovitch Catoire, compositeur russe.
En 1868 la maison « Veuve Catoire et fils » à Moscou, succursale de Tresca et cie de Lyon, était une importante maison de négoce de soies, soieries, thés, indigos et cotons.
En 1887, Alexandre Catoire termina ses études à la faculté de philologie de Moscou. La même année, il hérita de 1,2 million de roubles au décès son père. Il alors crée brièvement à Moscou une société vendant des colorants d'aniline puis se retira des affaires.
Il fut anobli par oukase de l’empereur Nicolas II et autorisé à reprendre le nom de Bioncourt que portait son bisaïeul et que son aïeul avait omis de prendre en se faisant naturaliser russe,.
Il sera chambellan du Tsar Nicolas II et conseiller d’État,.
Le 29 novembre 1888, il épousa à Paris (chapelle de la nonciature) Gilonne Henriette Marie d’Harcourt (1867-1952), fille de Bernard d’Harcourt ancien ambassadeur à Rome et à Londres et d’Élisabeth de Saint-Priest,,.
Les époux Catoire de Bioncourt adoptèrent en 1912 une fillette Alexandra Wassiljewa, qui porta le nom d'Alexandra Catoire de Bioncourt (1900-1956) et épousa Gérard de Loriol.
Alexandre Catoire de Bioncourt mourut le 17 septembre 1913 à Bühlerthal (Grand-Duché de Bade) et son épouse mourut le 28 janvier 1952 à Gex (Ain).

### Succession
Par testament du 7 mars 1908, il avait institué sa femme Légataire universelle de tous ses biens - en lui substituant, en cas de prédécès, Alexandra Wassiljewa, une fillette que l'asile des enfants trouvés de Moscou avait confiée aux époux pour son éducation et qu'ils avaient adoptée en 1912 ; ordonnance rendue par le tribunal de Moscou le 21 juillet 1912 qui déclare qu'Alexandra Alexandrovna est adoptée par Alexandre Catoire de Bioncourt et son épouse et que l'enfant aura désormais le droit de se nommer Alexandra Alexandrovna (fille d'Alexandre).
À partir de 1932, Alexandra Wassiljewa qui, après un premier mariage rompu par le divorce, avait épousé Gérard du Port de Loriol, ressortissant suisse, domicilié à Allaman, canton de Vaud, s'adressa à la justice pour établir qu'elle avait été adoptée, conformément aux lois russes, par les époux Catoire de Bioncourt ; qu'elle était donc fille adoptive du défunt, et qu'à ce titre elle avait droit à sa succession.
Le 25 juillet 1933, le tribunal de Provins reconnu la validité en France de l'adoption faite en Russie en 1912 par les époux Catoire de Bioncourt.
Le 2 janvier 1936, la cour d'appel de Paris, reconnu la filiation adoptive de la dame de Loriol et ordonna que la veuve Catoire de Bioncourt lui rendrait son compte de tutelle à tout l'actif mobilier et immobilier dont la dame de Loriol justifiera avoir hérité d'Alexandre de Bioncourt, son père adoptif.
Le 27 février 1936, le tribunal fédéral suisse se déclara incompétent pour connaître d'une action successorale, par le fait que le défunt était un étranger domicilié à l'étranger, et que, par conséquent, sa succession ne s'est pas ouverte en Suisse.
Le 28 juin 1937, la cour de cassation rejeta le pourvoi de la veuve Catoire de Bioncourt contre l'arrêt de la cour d'appel de Paris du 2 janvier 1936 en faveur de la fille adoptive des époux Catoire de Bioncourt.
Après de nombreux procès pendant des années devant de nombreuses juridictions, la légalité de son adoption et de ses droits successoraux furent définitivement reconnus à Alexandra Catoire de Bioncourt par arrêt de la cour d'appel de Paris du 10 juillet 1946.

## Carrière
- Directeur du comité des prisons de Zvenigorod (1888)[1].
- Juge de paix honoraire à Bronnitsy (1888)[1].
- Juge de paix du district de Zvenigorod (1889)[1].

## Collectionneur d'armes
Alexandre Catoire de Bioncourt était un chasseur et un collectionneur d'armes. À la recherche d'arme rares, il était en relation avec de nombreux collectionneurs et était un client de nombreux magasins d’armes, principalement Émile Henry Fauré Le Page à qui il acheta diverses pièces dont un fusil de chasse à deux coups avec capsule de verrouillage Le Page, une arme à feu à chargement par la culasse à double canon système Pot, appartenant au duc d'Orléans, et casques Henri Fauré Le Page. Au fil des années il constitua une collection de plus de 400 pièces d'armes à feu de grande valeur (fusils de chasse, armes militaires, pistolets et de nombreux échantillons d'acier à froid).

En 1909, il fit don au Musée historique de Moscou de sa riche collection d'armes de chasse et de pistolets, ainsi que 10.000 roubles destinés à la réparation des pièces dans lesquelles la collection devait être exposée. Sa donation comprenait 274 fusils, 192 pistolets et armes blanches et a donné une image complète de l'évolution des armes de poing du XVIe siècle au début du XXe siècle. Sélection des armes à feu, et la collecte de première classe de copies rares fait l'une des collections privées les plus complètes et intéressantes d'armes à feu. En plus des armes, il donna au musée sa bibliothèque de chasse et une collection d'estampes. La collection A. Catoire de Bioncourt fut la base de la riche collection d'armes du Musée historique de Moscou et en reconnaissance, Alexandre Catoire de Bioncourt fut élu membre du musée en 1910,. Le 13 septembre 1913, le directeur du Musée national historique de Moscou, fit poser à l'entrée du musée une plaque commémorative portant le nom des donateurs, parmi lesquels figure celui d'Alexandre Catoire de Bioncourt. 

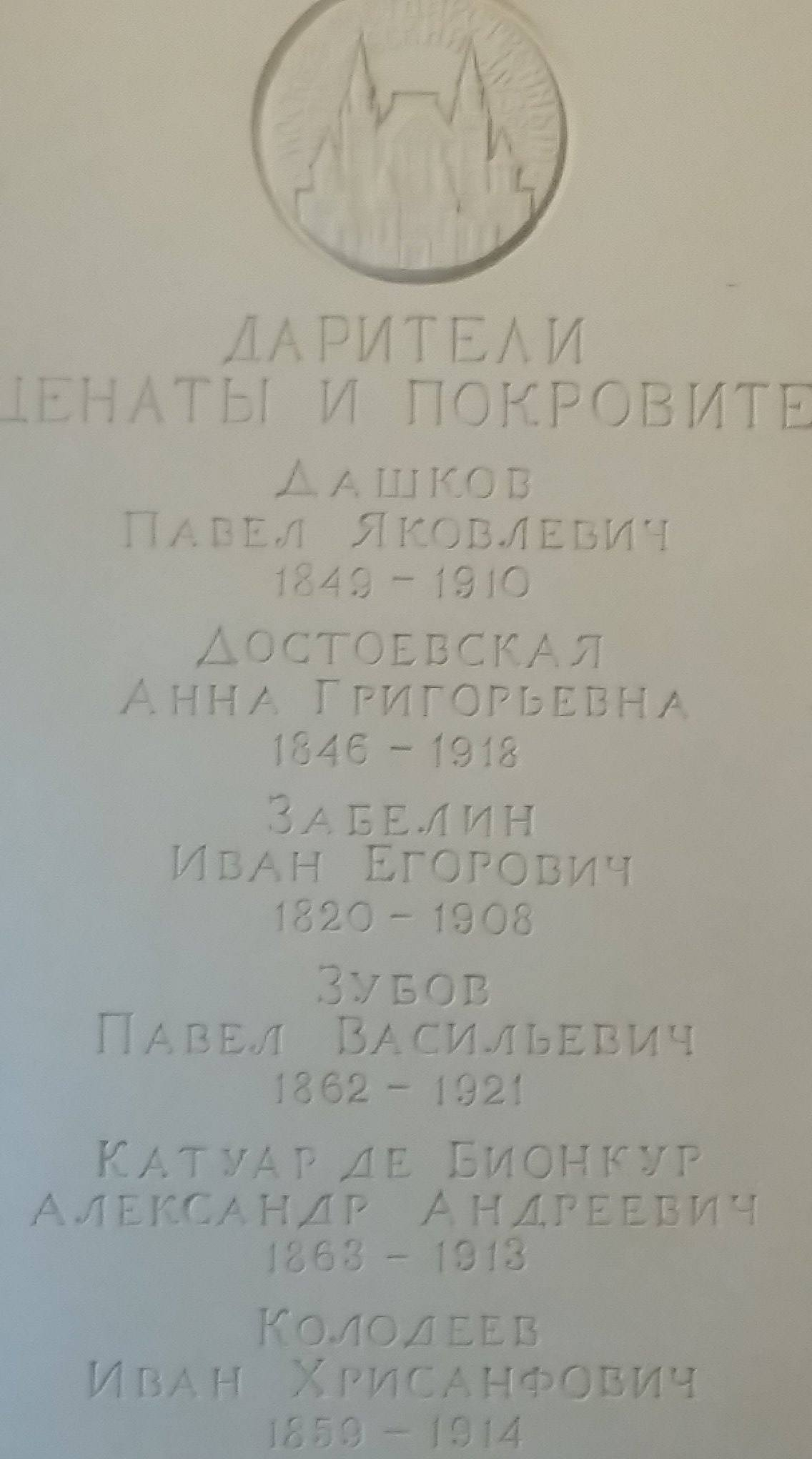
Plaque commémorative portant les noms des grands donateurs du Musée national historique de Russie situé Place Rouge à Moscou

## Membre de comités et clubs
Alexandre Catoire de Bioncourt a fait partie de nombreux comités et cercles :
- Vice-président du comité international des congrès d'assistance[7].
- Membre du jury pour l’épreuve de tir au pigeon lors de l’exposition universelle de 1900[20],
- Membre du Cercle du chemin de fer[21],
- Membre du Cercle de la rue Royale[22],
- Membre de l'Automobile Club de France[23],
- Membre du comité fondateur du Cercle du Bois de Boulogne[24],
- Membre de l'institut de la noblesse de Nijni Novgorod,
- Membre du conseil d’administration de l'église catholique Saint-Louis des français de Moscou,
- Membre bienfaiteur de la société d'art de Moscou,
- Membre de la société de chasse de Moscou,
- Cercle de jeux[25].

## Publications
Alexandre Catoire de Bioncourt a fait publier en 1901 la première reproduction fac-similé des deux manuscrits du russe Alexandre Pouchkine « sirène » et « Le Chevalier Avare ».
Il est l'auteur d'un livre « L'histoire du tir à balles en Europe occidentale, l'Amérique et la Russie »,

## Armes
- D'argent à un mont de six coupeaux de sinople accosté de deux lions de gueules; au chef d'azur chargé d'un soleil d'or accosté de deux étoiles d'argent, couronne de comte[3].

## Décorations et honneurs
- Chevalier de la Légion d'Honneur (1901)[27].
- Chevalier de l’ordre équestre du Saint-Sépulcre de Jérusalem[1];
- Chevalier de l’ordre de Saint Grégoire[1];
- Chef de la noblesse du comté de Nijni Novgorod.